# Günter Brümmer
Günter Brümmer (* 15. Februar 1933; † 1. Januar 2020) war ein deutscher Kanute und Kanutrainer.

## Werdegang
Brümmer gründete im Februar 1953 mit 17 Sportfreunden den Verein Kanusport Harburg. Zwei Jahre später fuhr er gemeinsam mit Heinz Gödel im Kanuslalom (C2) die erste Deutsche Meisterschaft nach Hause. Gemeinsam mit Gödel und später mit Hermann Roock holte er bis 1963 acht Deutsche Meistertitel. Bei den Kanu-Weltmeisterschaften 1963 in Spittal wurde er mit der deutschen Mannschaft Vizeweltmeister im C2-Kanuslalom und holte im Wildwasser-Mannschaftswettbewerb im Zweier-Canadier die Bronzemedaille.
Dafür wurde er am 10. Mai 1968 mit dem Silbernen Lorbeerblatt ausgezeichnet.
1964 beendete er seine Laufbahn als Leistungssportler und nahm ein Studium an der Sporthochschule Köln auf. 1969 wurde er vom Deutschen Kanu-Verband (DKV) zum Bundestrainer berufen. Während dieser Tätigkeit förderte er viel junge Sportler und führte Kanuten wie Thomas Schmidt, André Ehrenberg und Michael Senft zu Medaillenerfolgen bei Olympischen Spielen.
Nach seiner Pensionierung arbeitete er als Ausbilder an der Wuhan-Universität (China) und war für den DKV als Honorartrainer tätig.

## Deutsche Meisterschaften
- 1955: Zweier-Canadier, Kanuslalom (mit Heinz Gödel)
- 1956: Zweier-Canadier, Kanuslalom (mit Heinz Gödel)
- 1960: Zweier-Canadier, Wildwasser (mit Hermann Roock)
- 1961: Zweier-Canadier, Wildwasser (mit Hermann Roock)
- 1962: Zweier-Canadier, Kanuslalom (mit Hermann Roock)
- 1962: Zweier-Canadier, Wildwasser (mit Hermann Roock)
- 1963: Zweier-Canadier, Kanuslalom (mit Hermann Roock)
- 1963: Zweier-Canadier, Wildwasser (mit Hermann Roock)

## Ehrungen
- 2011: Verdienstkreuz am Bande der Bundesrepublik Deutschland[3]